# Moda

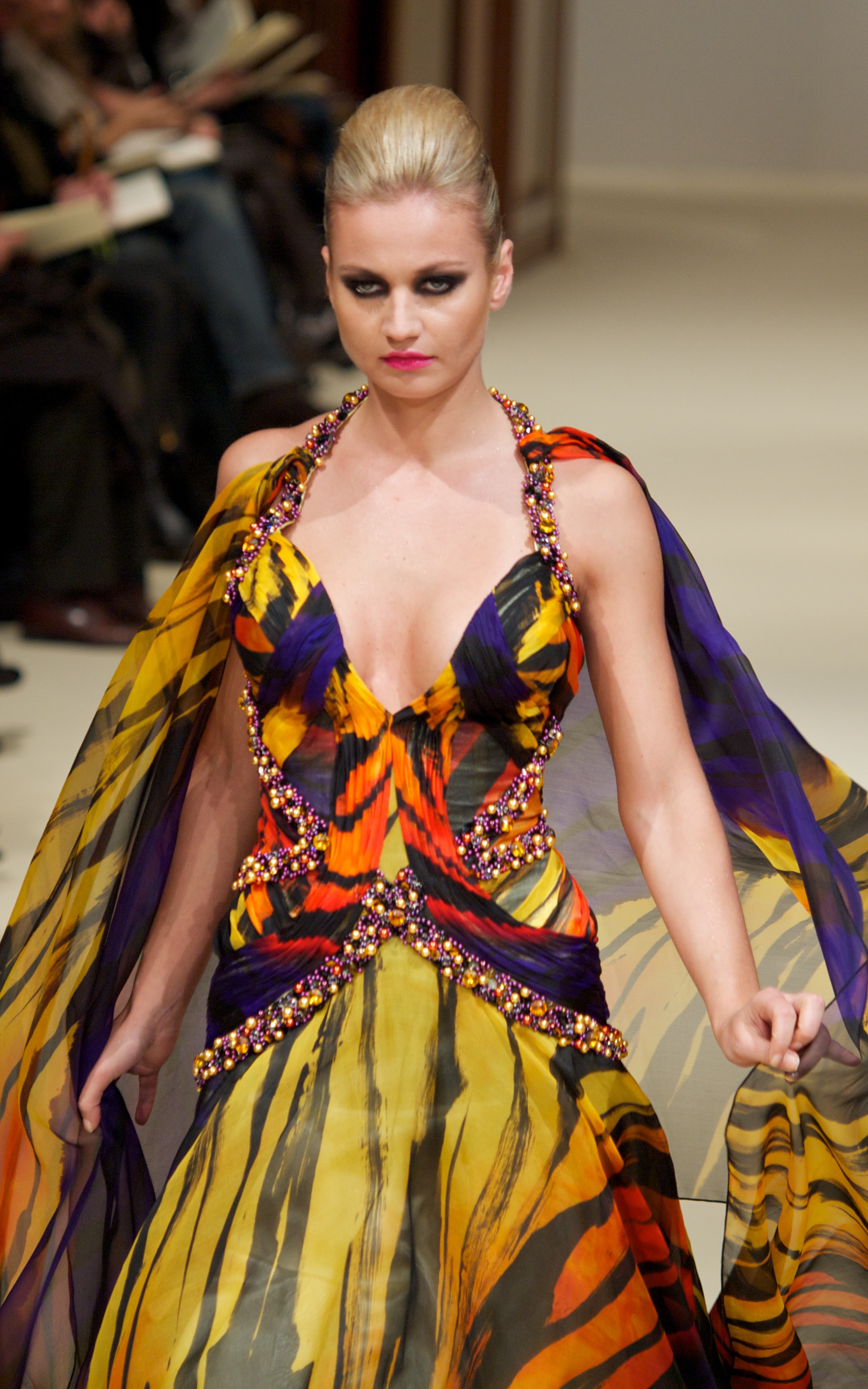
Modelo con un vestido moderno que refleja para muchos la tendencia en la moda en un desfile de alta costura, París, 2011.

La moda (del francés mode y del latín modus ‘modo, medida’) es un conjunto de prendas de vestir, adornos y complementos basados en gustos, usos y costumbres que se utilizan por una mayoría durante un periodo de tiempo determinado y que marcarán tendencia según la duración del mismo.
Lipovetsky define a la moda como una búsqueda frenética de la novedad, y una forma de venerar el presente en una sociedad abierta en una cultura en la cual los valores primordiales son el placer, la búsqueda permanente de pertenecer a un grupo y al mismo tiempo ser diferente, y único.

## Historia

### sigloXVI
En el Renacimiento italiano se acostumbraba, por parte del género masculino, el uso de capa corta y sin capucha, birrete, sombrero con plumas y zapatos de punta roma y ancha. Las mujeres por otro lado, llevaban bullones y acuchillados en las mangas, y una gorguera rizada; además de faldas y sobrefaldas, jubones y corpiños, capas o mantos rozagantes y una cofia para la cabeza.
A partir de la segunda mitad del siglo, la creciente importancia de la monarquía española impone en Europa el estilo de la corte del emperador Carlos I de España, un estilo de gran sobriedad, caracterizado por el uso de colores oscuros y prendas ceñidas, sin arrugas ni pliegues y aspecto rígido, sobre todo en las mujeres, en las que se impone el uso del verdugado. En el borde superior de la camisa se colocaba un cordón que dará lugar a la gorguera o lechuguilla.

### sigloXVII
Durante esta época domina la moda francesa, tanto en hombres como mujeres. Se utilizaban los calzones cortos con medias de seda, chupa y casaca que, a mediados del siglo, se vuelve más reducida y pliegues laterales hacia atrás y mangas estrechas.
Con la caída de la dinastía francesa, vuelve el traje simple y se llevan calzones ajustados hasta media pierna, chaleco, corbata y casaca, faldones con cuello alto y vuelo, pelucas empolvadas y rematadas por un lazo, e incluso sombreros de tres o dos picos.
Tras la revolución, el cabello se deja largo y liso, visten sombreros de copa alta cónica o en tubo, con alas cortas y más tarde zapatos con tacón de color a los que se añaden lazos o hebillas y botas altas con vueltas. La mujer viste con bainners o verdugados anchos y aplastados en los dos frentes, corpiño encorsetado y escote con gasas o encajes, polonesas, batas con cuello de encaje y manga larga. El traje francés consiste en corpiño puntiagudo, mangas abolladas, faldas rectas y abiertas, que son drapeadas con polizón y larga cola, cuello doblado y mangas tirantes hasta el codo con chorreras. Junto con la revolución, desaparece el vuelo de la falda y se imitan las vestiduras clásicas: talle alto, chaquetilla corta con manga larga, falda con pliegues, grandes escotes, chales y guantes largos. En cuanto al peinado, este es hacia atrás con rizados que posteriormente se hacen más altos y voluminosos con tirabuzones, lazadas y plumas, bonetes y sombreros de alas anchas. El tipo de calzado normalmente son zapatos con tacón alto y punta estrecha, aunque más tarde comenzaron a llevarse los bajos.

### sigloXVIII
En el siglo XVIII destacan como prendas masculinas las casacas francesas y las chupas, esto es, casacas de inferior clase y algo estrechas, las chaquetillas, los calzones ajustados hasta la rodilla, las corbatas en vez de las golillas, las pelucas y los grandes sombreros. Mientras tanto, en las vestiduras femeninas continúa el mismo estilo que en el siglo pasado y se adopta el uso de las mantillas para la cabeza. Llevaban también vestidos largos, grandes sombreros y sobre todo en la alta sociedad, la mujer se caracterizaba por vestir con un corsé, que era una forma de demostrar su altura. Además, usaban anillos, y algunas veces guantes largos o collares, entre otros.

### sigloXIX
Durante este siglo fueron propios el frac, la levita y el pantalón para los caballeros, y la mantilla de seda y las peinetas para las señoras en España.
Una vez finalizada la época napoleónica, desde 1800 hasta 1820, en la que la silueta femenina se mostraba esbelta y con el talle siempre alto, ceñido justo bajo el pecho, dejando el resto de la prenda caer recta sobre el cuerpo; hubo un cambio drástico en el Romanticismo, dando paso al corsé, que daba al talle la forma de un reloj de arena y al miriñaque, que ahuecaba las faldas amplias y que llegó a su apogeo en 1860, causando que las damas no pudieran pasear del brazo de su esposo o prometido. En 1870, fue sustituido por el polisón, que únicamente ahuecaba la falda por detrás y que pasó de moda en 1890, cayendo entonces la prenda hasta el suelo sin armazón alguno, aunque hasta 1900 las faldas fueron un poco acampanadas. 
Entre 1820 y 1914, hubo en el vestuario femenino occidental una clara distinción entre vestidos de día, siempre con manga larga, aunque podían ser hasta el codo en verano, y cerrados hasta el cuello; y vestidos de noche, siempre de manga corta y muy escotados.

### sigloXX

#### Década de 1900

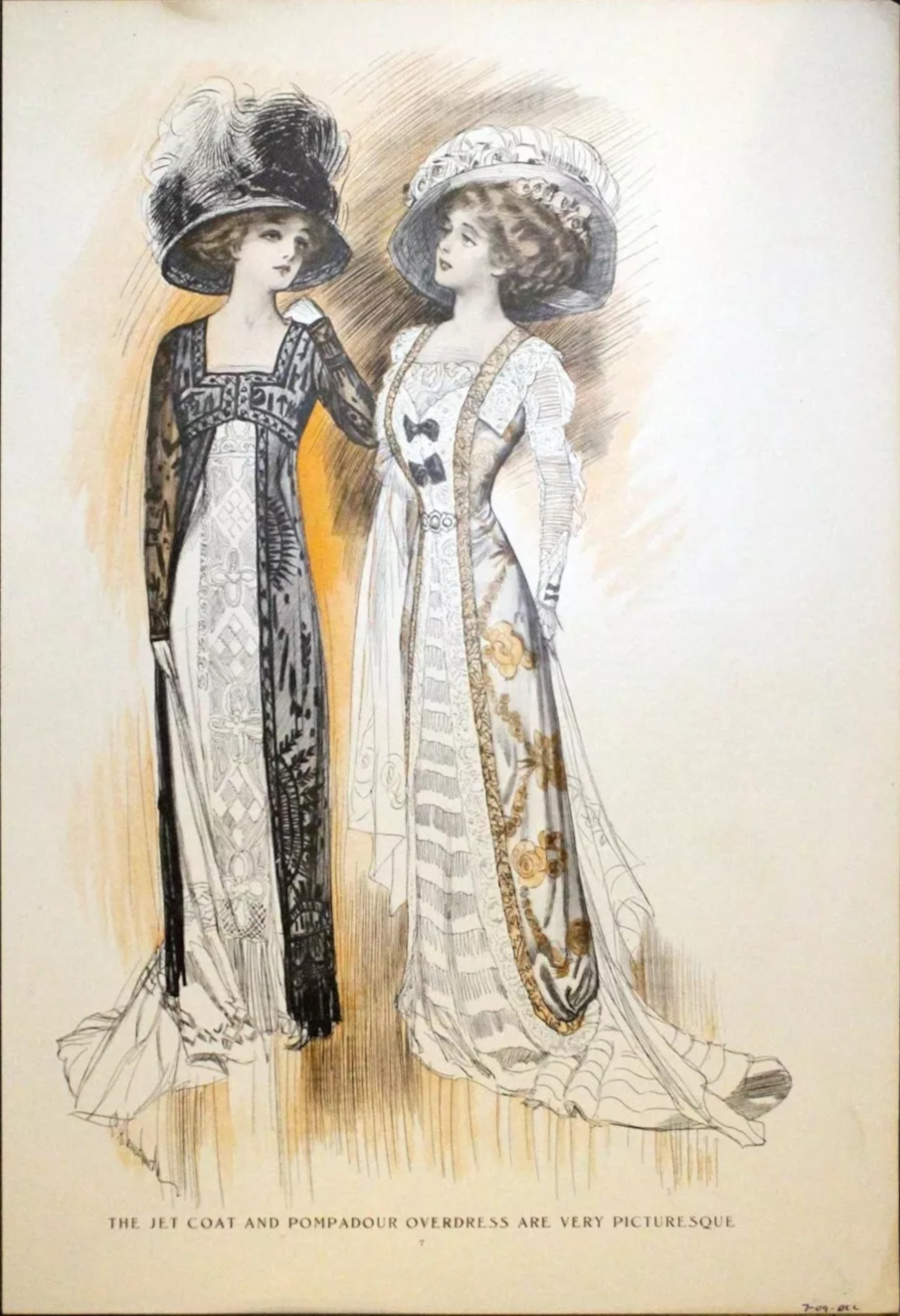
Diseño de moda de 1909

La moda del siglo XX comienza en el año 1900 con la llamada silueta S, conocida de esta manera debido al corsé que empujaba los pechos hacia arriba, estrechaba la cintura y las faldas ajustadas a la cadera, que ensanchaban en forma de campana al llegar al suelo. En el mundo laboral empiezan a incorporarse los trajes sastre y el corte con influencia masculina para las mujeres. Los vestidos seguían siendo largos, hasta cubrir los zapatos. Las plumas y los encajes hacían furor; destacaron los grandes sombreros, con infinidad de adornos y ornamentos. Esta moda fue seguida mayoritariamente por las clases altas y medias. En 1908, la silueta se hizo mucho más recta, sin marcar tanto la cintura, y se produjo una oleada de orientalismo gracias a los diseños de Paul Poiret y los ballets rusos.

#### Década de 1910
En esta década se distinguen dos periodos. El primero, desde 1905 hasta comienzos de la Primera Guerra Mundial, caracterizado por ser el apéndice de la moda recargada propia de la Belle Époque, así como por la aparición de una silueta que tiende hacia la verticalidad en la mujer y al orientalismo. Se ponen de moda los corsés rectos y largos y las faldas con poco vuelo acompañadas de una sobrefalda, además las faldas de día se acortan hasta los tobillos, dejando a la vista los zapatos. El segundo, a lo largo de todo el conflicto, se caracteriza por la aparición de modas mucho más cómodas para la mujer: las faldas continúan acortándose hasta casi media pantorrilla y los cuerpos siguen la línea natural del cuerpo, sin corsé. Esto se debió a la necesidad de que fueran las mujeres las que supliesen la falta de mano de obra en los puestos de trabajo que antes ocupaban los hombres. A causa de esta comodidad en la vestimenta, nacerá más tarde la moda andrógina propia de los años veinte.

#### Década de 1920

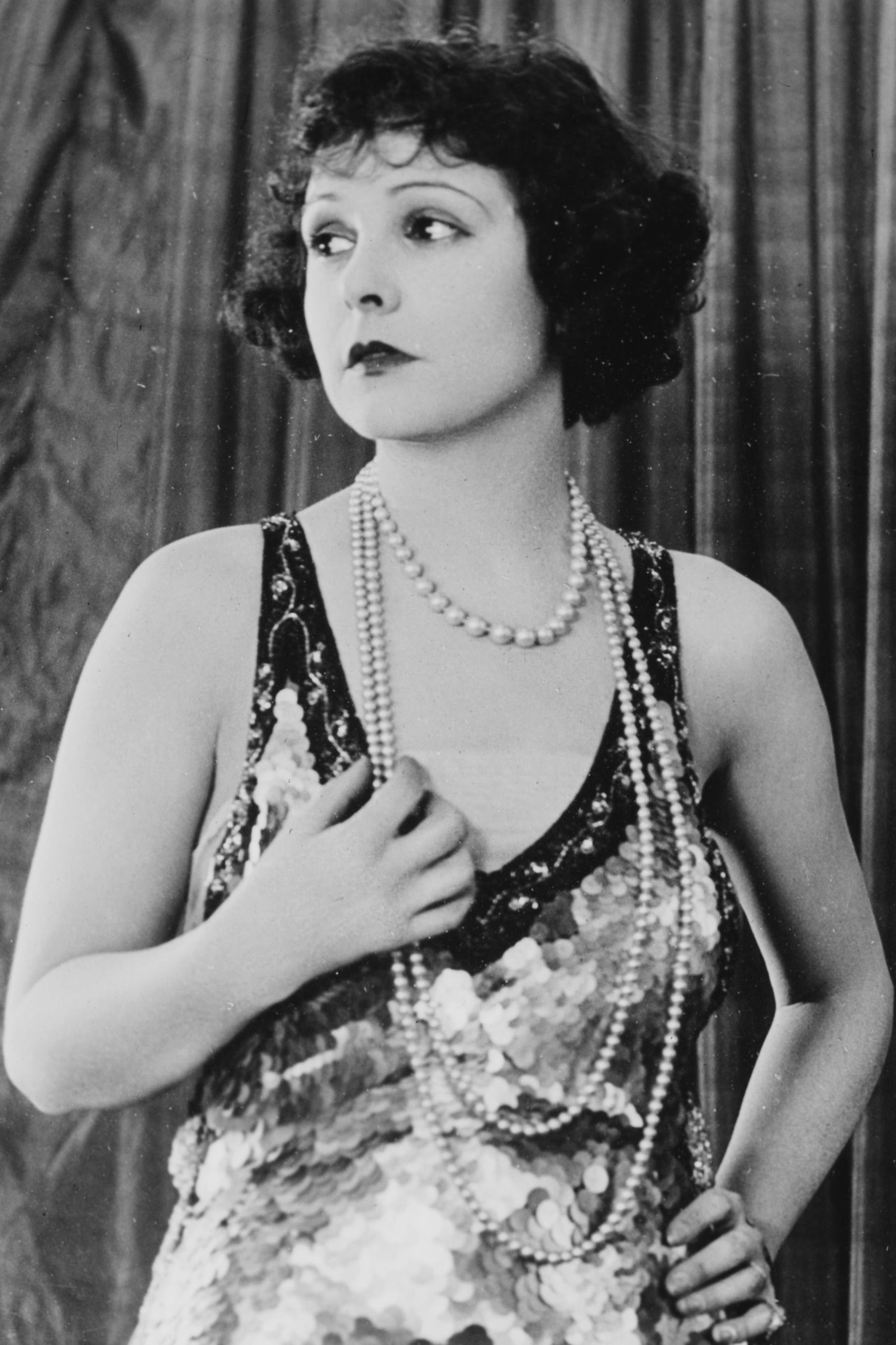
Norma Talmadge, prototipo de flapper

En la década de 1920, la ropa comenzó a tener un fin mucho más práctico. La silueta cambia de nuevo, descendiendo el talle hasta marcarlo en las caderas. Se populariza el traje de chaqueta como ropa de calle y para las fiestas se elegían vestidos con grandes escotes en la espalda así como abrigos largos de pieles. Destacan las faldas cortas hasta la rodilla y los sombreros sobrios y cerrados —cloché—, además, las mujeres se dejan el pelo corto por primera vez.
Durante esta década, las señoras cambiaron su aspecto blanco por la apariencia natural del polvo facial rosado, creado por la cosmetóloga polaca Helena Rubinstein. Los años 1920 fueron uno de los periodos más revolucionarios del siglo XX en este sentido, pues las mujeres adoptaron la costumbre de maquillarse, guardando en el bolso polveras y pintalabios para los retoques. Hasta ese momento, las únicas que llevaban maquillaje eran las artistas y las prostitutas. Las mujeres jóvenes se destaparon y comenzaron a beber y fumar en público como una forma de provocar al rígido estatus que reinaba a principios del siglo.
Las chicas que estaban más a la moda se pintaban los labios de color rojo, lucían el cabello corto y los ojos pintados con sombras oscuras, y solían bailar jazz hasta el amanecer. Esta fue, probablemente, la década más atrevida y transgresora. Fue una época de cambio que afectó a todos los aspectos culturales y repercutió con fuerza en la moda.

#### Década de 1930
El optimismo terminó con el crac de la Bolsa en octubre de 1929, que provocó una grave crisis económica mundial durante los siguientes años. En 1930, la cintura vuelve a marcarse en su lugar natural y las faldas se alargan hasta por debajo de la rodilla. Volvió la feminidad, los adornos en prendas, los sombreritos y el cabello abandona el estilo garçon por peinados un poco más largos y con ondas. A partir de 1935 se suelen marcar los hombros, dando a la silueta un aspecto de triángulo invertido.

#### De 1940 a 1945
Durante la Segunda Guerra Mundial, la moda se definió como austera y simple: el look se militarizó y los tejidos se volvieron pobres debido a la carestía de materiales. Por consiguiente, las mujeres vestían con uniforme de ciudad, es decir, trajes de chaqueta. El largo de las faldas continuaba por debajo de las rodillas, pero la escasez de materiales era tan grande que se impusieron leyes que reglaban este largo. Dado a su coste, no todas las mujeres podían comprarse medias. Se popularizaron los pantis, se usaban los zapatos topolino de corcho y gorritos muy sencillos o simplemente pañuelos en la cabeza.

#### Décadas de 1945 y 1950
Los primeros años de la posguerra devolvieron a la mujer al hogar, a las tareas de la casa y a volver a pensar en sí misma. Después de años de angustia, preocupaciones y mucho trabajo, la mujer pudo vivir en la tranquilidad de su hogar, darse pequeños gustos y ser coqueta. El mundo dejaba una etapa atrás y la moda también lo hizo. Desde entonces, la mujer volvió a preocuparse por su belleza, su estética y su vestimenta. Es por ello que la moda de los años 50 destaca por la vuelta del esplendor.
En 1947, tras el triunfo del New Look de Christian Dior, se popularizó la silueta de reloj de arena: una cintura estrecha con voluminosas curvas. Para exagerar esta silueta, se utilizaban sostenes con forma de cono y corsés ajustados. Se aumentó el vuelo de las faldas, cuyo largo continuaba por debajo de las rodillas. La mujer quería frivolidad y ansiaba ropa femenina que no pareciera una versión civil de los uniformes militares. Deseaba volver a ser sensual, pero sin ser muy provocativa; las curvas se convirtieron así en el nuevo símbolo de la belleza femenina. Debía ir siempre correctamente maquillada, y comenzó a valorarse mucho el uso de accesorios como zapatos de tacón de aguja, guantes, tocados, pamelas, bolsos al codo... Los tejidos más utilizados fueron distintos tipos de seda y tul. El principal objetivo era dar un mayor volumen a las caderas de la mujer y conseguir una cintura de avispa.
Los diseñadores más señalados de esta época fueron Christian Dior, Coco Chanel, Cristóbal Balenciaga, Justin Carrillo Herrera, Elsa Chiaparelli, Hubert de Givenchy, Jacques Fath, Nina Ricci y Pierre Cardin.

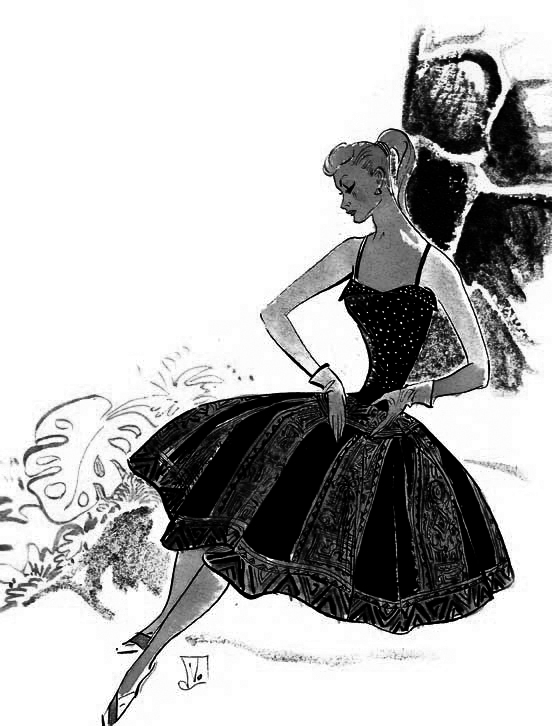
Diseño del mexicano Ramón Valdiosera

#### Década de 1960
Esta década destaca por la revolución. Se utilizó de nuevo ropa cómoda y juvenil, siguiendo la línea natural del cuerpo y dejando atrás el lujo burgués. Se abandona el uso habitual de sombreros y guantes de vestir. A partir de 1966, se puso de moda la ropa extravagante, con estampado de mariposas, flores, pop-art o étnico. Las siluetas volvieron a ser más lisas y se comenzaron a imponer rápidamente entre las jóvenes por todo el mundo las revolucionarias minifaldas, cortas hasta el muslo, que nacieron en Londres en 1965 de la mano de la diseñadora Mary Quant.

#### Década de 1970
En 1970, los adolescentes tenían la capacidad de expresarse libremente. Así surgió el concepto de la ropa diferente, original, divertida y extravagante. El cabello se llevaba corto, largo o con cortes geométricos. Tanto los hombres como las mujeres comenzaron a usar pantalones de campana y se impusieron las blusas de algodón, entre otros.
Fue una década muy diversa, en la que se produjo un furor hacia lo retro. Las flores fueron uno de los principales símbolos, no solo en la ropa sino también en el pelo, y representaban la ideología ilusoria que les guiaba a la llamada revolución de las flores. Resaltaban los trajes y vestidos, que se lucieron con ajustados pantalones. El algodón fue remplazado por la lycra, y usaban botas o zapatos de tacón, tipo suecos.

#### Década de 1980
La moda trajo consigo considerables cambios durante estos años. El nuevo estilo se caracterizaba por el uso de ropa interior visible, ya fuese sobre una camiseta, debajo de una camiseta translúcida o tirantes de encaje visibles. Esta nueva moda fue altamente controvertida, volviéndose un sinónimo de liberación para las mujeres, pues antiguamente usar la ropa interior de esta manera les daba el aspecto de ser una mujer desarreglada. Gracias a esta tendencia, las mujeres actualmente pueden vestir camisetas cómodas sin tener que preocuparse por las transparencias o los tirantes de los corpiños.

#### Década de 1990
Esta época se basó en la variedad y no en una tendencia específica y duradera. Hubo una preferencia por vestir con aquello que les hiciera sentirse más cómodos, sin darle mucha importancia a la opinión de los demás o a las tendencias, porque se había llegado a la conclusión de que no había una verdadera libertad. Las camisetas de grupos musicales se volvieron populares, así como el cabello suelto. Una de las grandes innovaciones de este periodo fue la aparición de los pírsines, tatuajes y tintes de pelo.

### sigloXXI

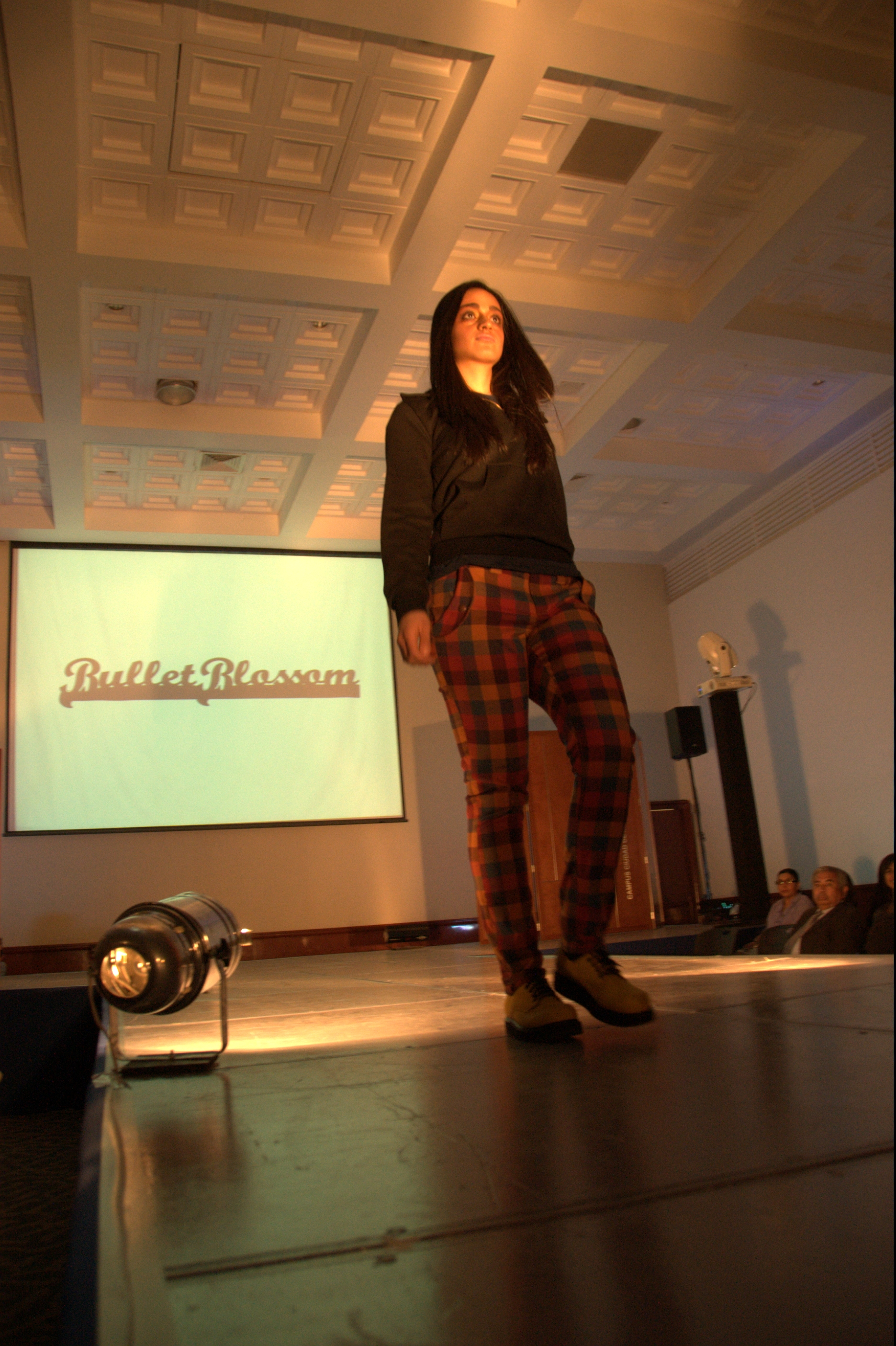
Pasarela de moda en el Instituto Tecnológico y de Estudios Superiores de Monterrey, Campus Ciudad de México

A finales del siglo XX y principios del XXI, nace la posibilidad de encargar y enviar prendas de ropa a cualquier parte del mundo gracias a los medios de comunicación o Internet. Por consiguiente, la moda actual parece que se dirige hacia una uniformidad universal.

#### Década de 2000
A lo largo de los años 2000, toma fuerza el concepto de las tribus urbanas. Éstas influyeron directamente en los modos de vestir, principalmente por la creciente exposición a los medios masivos como Internet. Si bien las subculturas ya existen desde los años 1960 y 1970, como Beatnik y Hippies, algunas no adoptan el sentimiento contracultural que dio origen a las mismas, siendo únicamente identificables por su forma de vestir, por ejemplo, la cultura emo. Tanto los hombres como las mujeres adoptan el chándal para casi todo tipo de ocasión. Las mujeres usan shorts, faldas, minifaldas y pantalones de tiro bajo, y se reincorporan algunas prendas de los años 1980, regresando el estampado floreado. En cuanto al calzado, las mujeres usan botas fuertes, zuecos o sandalias.

#### Década de 2010

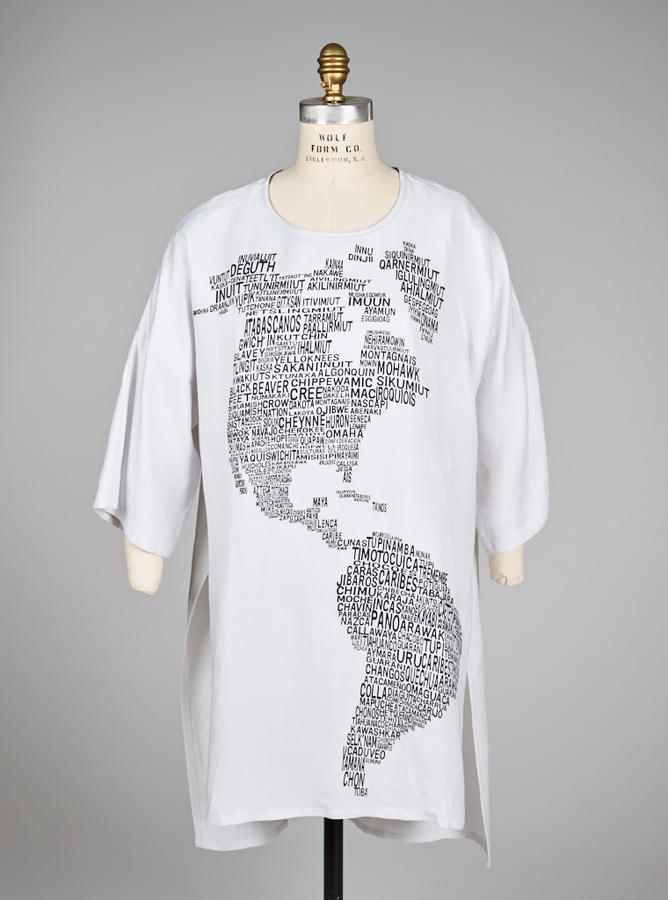
Carla Fernández Indigenous Americas Map Tunic for Taller Flora 01

Los hombres introducen el escote en V junto con pantalones pitillos y zapatillas de marca en su vestuario. Los pantalones claros, aunque por otro lado, los pantalones oscuros aportan una gran elegancia, tanto como las camisas abiertas con camisetas debajo y arremangadas. Las mujeres prefieren una peluca y moda fresca pero con un toque moderno, poco maquillaje y cabello natural con peinados estructurados, incorporando detalles de la moda de los años 1960. Lo vintage tiene una fuerte presencia en el armario femenino. En cambio, en el vestir masculino empieza a crecer una moda alternativa que busca la identidad, en la que influyen las tendencias y gustos propios, dando lugar a un estilo un poco más arriesgado y divertido.

## Componentes
La moda, como expresión cultural y social, se manifiesta a través de diversos componentes que conforman la apariencia personal y contribuyen a la creación de estilos individuales y colectivos. Estos componentes representan tanto una funcionalidad práctica como un medio de autoexpresión y comunicación visual. Los elementos clave que componen la moda incluyen la ropa y vestimenta, los accesorios, el calzado y la joyería, cada uno desempeñando un papel distintivo en la definición de la apariencia y la identidad de una persona.

### Ropa y vestimenta
La ropa y la vestimenta son componentes fundamentales de la moda que reflejan una amplia gama de estilos, influencias culturales y contextos históricos. La elección de prendas, tejidos, colores y cortes contribuye a la creación de conjuntos únicos que pueden ser utilizados para comunicar una variedad de mensajes, desde la profesionalidad y la formalidad hasta la comodidad y la creatividad.
Los diseñadores de moda juegan un papel crucial en la definición de las tendencias y la creación de prendas que abarcan desde la alta costura hasta la moda prêt-à-porter. La evolución constante de los estilos y la reinvención de clásicos atemporales mantienen la moda en constante transformación, adaptándola a las necesidades cambiantes de la sociedad y a las preferencias individuales.

### Accesorios
Los accesorios desempeñan un papel significativo en la construcción de un atuendo completo y en la adición de detalles distintivos. Bolsos, cinturones, bufandas, sombreros y otros elementos similares complementan la vestimenta principal y permiten una mayor personalización. Los accesorios pueden ser tanto funcionales como decorativos, aportando un toque de estilo único y ocasionalmente transmitiendo un mensaje cultural o simbólico.

### Calzado
El calzado es un componente esencial en la moda que combina la función y la moda. Además de proteger los pies, los zapatos pueden ser una expresión de estilo personal. Desde zapatos formales hasta zapatillas deportivas, el calzado se adapta a diferentes situaciones y preferencias estéticas. Los diseñadores y las marcas de calzado desarrollan modelos que van desde lo clásico y elegante hasta lo vanguardista e innovador.

### Joyería y bisutería
La joyería y la bisutería son elementos ornamentales que a menudo se utilizan para realzar la apariencia y expresar la identidad personal. Desde piezas finas y preciosas hasta accesorios más asequibles, la joyería puede variar en términos de materiales, diseño y significado cultural. Anillos, pulseras, collares y pendientes, entre otros, pueden llevar consigo un valor sentimental, espiritual o estético.

## Influencias
La moda es un fenómeno en constante evolución, moldeado por diversas influencias que van desde la creatividad individual hasta los patrones culturales y sociales. Estas influencias desempeñan un papel esencial en la creación y difusión de tendencias y estilos a lo largo del tiempo. Desde diseñadores y celebridades hasta plataformas de medios y elementos culturales, las fuentes de inspiración en la moda son diversas y variadas.

### Diseñadores y casas de moda icónicos
Los diseñadores y las casas de moda icónicos son actores influyentes en la industria de la moda. Sus colecciones y creaciones no solo definen tendencias, sino que también establecen estándares para la innovación y la creatividad. Marcas como Chanel, Gucci, Dior y muchos otros han dejado una marca duradera en la moda, con diseñadores visionarios que han impulsado la estética y el diseño hacia nuevas direcciones. Sus presentaciones en pasarelas, así como sus contribuciones a la moda prêt-à-porter y la alta costura, influyen en la percepción global de la moda y su evolución constante.

### Celebridades einfluencers
Las figuras prominentes en el ámbito de la música, el cine, la televisión y las redes sociales ejercen una notable influencia en la industria de la moda. Estas celebridades, junto con los influencers digitales, desempeñan un papel fundamental en la difusión de tendencias y en la promoción de ciertos estilos. Sus elecciones de vestuario y su presencia en eventos públicos se convierten en ejemplos visibles para el público en general.
Un ejemplo destacado es la icónica artista Madonna, quien emergió como un referente de la moda en la década de 1980. Su estilo provocativo y vanguardista desafió las normas tradicionales y dejó una marca en la cultura pop. Madonna contribuyó a la popularización de accesorios llamativos y atuendos audaces que influyeron en la moda de su época.
En la actualidad, personalidades como Rihanna, Kanye West y Lady Gaga continúan moldeando la moda contemporánea. Sus elecciones de vestimenta en eventos de alto perfil y sus asociaciones con marcas de renombre pueden catalizar la adopción de ciertos estilos. Además, la era digital ha dado origen a influencers, individuos con una audiencia considerable en plataformas en línea, cuyas preferencias de moda pueden tener un impacto considerable en las tendencias.
La colaboración entre celebridades, influencers y marcas de moda ha dado lugar a colecciones únicas que fusionan el atractivo personal de estas figuras con el enfoque creativo de la moda. Estas colaboraciones capitalizan la influencia cultural y la visibilidad mediática de estas personalidades para generar interés en nuevas líneas de ropa y accesorios.

### Medios de comunicación y redes sociales
Los medios de comunicación tradicionales y las redes sociales juegan un papel integral en la propagación de las tendencias de moda. Revistas, programas de televisión y medios en línea ofrecen una plataforma para la presentación de nuevas colecciones, el análisis de estilos y la crítica de tendencias emergentes. Las redes sociales han democratizado la difusión de la moda, permitiendo que los usuarios compartan sus propios atuendos, descubran nuevas marcas y se conecten con la comunidad global de amantes de la moda. Plataformas como Instagram, Pinterest y TikTok han redefinido cómo se comparten y consumen las tendencias.

### Cultura popular y cine
La cultura popular y el cine también tienen un impacto significativo en la moda. La ropa y el estilo de los personajes en películas, programas de televisión y música pueden inspirar tendencias y establecer identidades visuales. Desde los elegantes trajes de Hollywood hasta las prendas asociadas con movimientos culturales específicos, la intersección entre la moda y la cultura popular es bidireccional, ya que la moda puede reflejar y dar forma a la cultura en sí misma.

## Contexto geográfico
La moda es un indicador sociocultural que se manifiesta de diversas maneras según la región y el contexto histórico. En función de cada continente, se pueden identificar características y patrones distintivos que se han desarrollado a lo largo del tiempo.

### Moda en Europa
Europa ha sido un punto de referencia en la historia de la moda, con ciudades como París, Milán y Londres estableciéndose como importantes centros de diseño y producción. Las casas de moda europeas, como Chanel, Dior y Versace, han establecido tendencias a nivel mundial. Además, la variabilidad estacional ha contribuido al desarrollo de colecciones específicas para cada época del año.

### Moda en América
El continente americano, debido a su extensión y diversidad cultural, ofrece una variedad de estilos. En Norteamérica, marcas como Calvin Klein y Tommy Hilfiger han consolidado estilos que han logrado reconocimiento internacional. Por otro lado, en Latinoamérica, se pueden observar influencias tanto indígenas como coloniales en las prendas, con países como México y Brasil que mantienen tradiciones textiles propias.

### Moda en Asia
Asia combina una vasta tradición histórica con innovaciones contemporáneas en el ámbito de la moda. Japón, por ejemplo, ha desarrollado estilos que han tenido influencia a nivel internacional. Por su parte, Corea del Sur ha introducido elementos del K-pop en la moda, mientras que India y China continúan produciendo textiles y diseños que hacen alusión a sus ricas tradiciones.

### Moda en África
El continente africano presenta textiles y patrones que son específicos de diversas regiones. Tejidos como el kente de Ghana o el shweshwe de Sudáfrica son ejemplos de la diversidad que se puede encontrar. A nivel de diseño, se observa una combinación de elementos tradicionales con tendencias más modernas.

### Moda en Oceanía
Oceanía combina modas modernas y tradicionales. Mientras Australia y Nueva Zelanda adoptan tendencias globales, las islas menores preservan estilos que reflejan su herencia cultural, utilizando materiales naturales y patrones que hacen alusión a la geografía y la fauna de la región.

### Influencias culturales en la moda global
La globalización ha llevado a una interacción sin precedentes entre culturas, y la moda no es una excepción. Las influencias culturales moldean las tendencias y permiten que la moda se renueve constantemente. Un kimono japonés puede inspirar a un diseñador francés; un patrón indígena americano puede aparecer en una pasarela en Milán. Esta amalgama de culturas enriquece la industria y refleja la naturaleza interconectada del mundo actual.

## Teorías de transmisión vertical y horizontal

#### Transmisión vertical
En su obra La teoría de la clase ociosa, Veblen relata cómo la moda es una herramienta que la clase alta usa para diferenciarse del resto de clases, fundamentalmente de las más bajas. La belleza y el simbolismo del ocio; relacionado con el ser pudiente, la sobriedad y la eficacia de las prendas de las clases bajas e industriales, quedan enfrentados. Bourdieu llama a esto prácticas distintivas: la manifestación de la lucha de clases, en este caso simbólica, cuyo objetivo es perpetuar la desigualdad entre éstas.
La difusión vertical de los gustos es el mecanismo según el cual, argumenta Veblen, la moda se transmite de una clase a otra, pues toda clase imita a la inmediatamente superior. Los miembros pertenecientes a una determinada clase pueden identificarse entre ellos al estar en un mismo nivel y diferenciarse de otros al haber una barrera que les separa.

#### Transmisión horizontal
Simmel considera que la moda es simplemente una herramienta que los individuos utilizan para liberarse de la angustia de la elección, al poder considerarse miembro de un grupo con facilidad. La individualidad exige una serie de responsabilidades que se diluyen en el grupo y obliga a los sujetos a defenderse por sus propias fuerzas (de los ataques simbólicos, se entiende). La moda sería, en este caso, un mecanismo que responde a una necesidad social y, por tanto, no se le puede buscar una finalidad última.

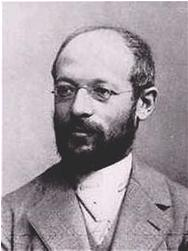
Simmel

Cuanto mayor sea la dificultad de los individuos para diferenciarse, más febril es el combate simbólico de distinción-imitación que sucede entre diferentes clases, exigiendo esto, a su vez, más cambios que suceden a una mayor velocidad para satisfacer esta demanda. Y aquí, el sistema productivo responde con una mayor obsolescencia.
Keynes ideó la metáfora del concurso de belleza para explicar el funcionamiento de los mercados bursátiles, pero sirve también para explicar el funcionamiento de la moda desde la perspectiva de la transmisión horizontal.
Imaginemos un concurso en el que debemos elegir entre seis rostros aquel que consideremos que será el más votado. Si somos perspicaces, nos daremos cuenta de que no debemos escoger en función de nuestro gusto particular, ni tampoco del gusto mayoritario. Suponiendo que el resto de concursantes son igual de perspicaces que nosotros, debemos escoger el rostro en función de lo que pensamos que otros pensarán. Se trata de un juego de pienso que piensa que yo pienso sin fin. El problema que plantea es que es imposible adivinar el resultado con certeza. ¿Escogerán los demás en función de su gusto individual? ¿De la media de los gustos particulares? O ¿escogerán pensando en las estrategias de otros participantes? En definitiva, todas las personas, aunque no lo sepan, participan en un concurso de belleza.

#### Críticas
La intención de ciertos individuos de separarse de las tendencias dominantes de moda crea generalmente una nueva tendencia por su carácter diferenciador. (Simmel). 
La propagación de una tendencia en la moda desemboca necesariamente en su fracaso. Toda moda ampliamente aceptada pierde su atractivo al dejar de ser un elemento diferenciador.

## El impacto de los medios de comunicación
La sociedad de consumo de masas empezó a desempeñar un papel central en el momento en el que la moda se empezó a entender como la necesidad de marcar una distinción entre cada individuo, de lo cual hablaban Pierre Bourdieu y Jean Baudrillard. La moda forma parte de nuestro contexto como personas, influye en diferentes aspectos de nuestras vidas, desde lo que comemos y bebemos hasta los lugares que debemos frecuentar. Actualmente, el simple hecho de vestir trae consigo factores tan diversos como son la autoestima, la seguridad, la experiencia estética, las prácticas del consumo e imitación o el deseo de la inclusión. Nunca se debe olvidar que todas las modas son peligrosas desde el momento en el que se vuelven extremas.
Los medios de comunicación masiva son y han sido una importante herramienta en el campo de la información y en la difusión de la misma, ya que pueden llegar a cualquier parte del mundo en muy poco tiempo debido al proceso de globalización. Son creadores de una nueva cultura y reorganización global del mercado, generando millones de ingresos a nivel mundial y contando con una influencia tal en la sociedad contemporánea que pocos igualan el poder que se les ha conferido. La moda se encuentra fuertemente ligada a estos medios de comunicación y está controlada por ellos, pues contribuyen a los procesos de socialización.
Vivimos en la era de la comunicación: los medios nos hacen cómplices de información de todo tipo y son los encargados de enseñarnos a modelar las percepciones que tenemos de la realidad. Estos medios bombardean a toda la población, aunque su blanco son principalmente adolescentes y adultos jóvenes, con series, anuncios de televisión, programas, reality shows, redes sociales como Instagram y Facebook, revistas o música, entre otros. Todo esto nos lleva a un nuevo individualismo multicultural. El impacto de las redes sociales y la tecnología entre los jóvenes, basándose en los conceptos sociológicos de grupo y de relaciones primarias, generan entre los jóvenes una necesidad de identidad.

## La influencia de las marcas
La moda y el vestir guardan una compleja relación con la identidad: la ropa que elegimos llevar puede ser una forma de expresar quiénes somos, de dar detalles sobre nuestro género, clase o posición, por ejemplo.
La nueva generación de consumidores no recibe con pasividad las historias de las marcas que cuentan las compañías, sino que es creadora conjunta de su significado. Para los vendedores, esto significa que el viejo truco de gritar lo fantástica que es la marca o el uso de ella ya no funciona. Hoy día es crucial escuchar a los jóvenes consumidores y entender cómo acomodan las marcas en su estilo de vida.
En sus encuestas Talk Track realizadas a más de 2000 adolescentes en Estados Unidos de entre 13 y 17 años de edad, el grupo Keller Fay encontró que los jóvenes tienen en promedio 145 conversaciones a la semana acerca de marcas.
Por supuesto, cada país o región tiene sus marcas locales preferidas. Top shop domina la industria en Reino Unido, Zara triunfa en España y G-Star en Países Bajos; pero, en general, es H&M la que logra el mayor éxito a nivel internacional en el mercado de los chicos de la Generación Y.

### El color como parte importante
Se sabe que existe una fuerte compatibilidad entre las emociones, el consumo de moda y el color, sean cuales sean los arraigos culturales o los diferentes tipos de población analizados; es decir, el color muestra correspondencia en cuanto a su significado y está asociado a las emociones. Además, a partir del análisis de las encuestas realizadas en una única región, se demuestra una fuerte tendencia a obedecer las preferencias de color tanto en la toma de decisiones de ingreso en establecimientos de consumo como al evento de la compra en sí; con resultados concluyentes y definitivos en su mayoría, lo que permite inferir que el consumo está afectado por el color y que se puede influenciar al consumidor hasta tal punto de que este desista de consumir un objeto por no encontrar su tonalidad favorita.
El vínculo del color con el consumo de moda no es consistente y genera conflictos con respecto a los significados del color, pero se concluye que a raíz de los efectos del color en las emociones de los individuos, el objeto debe contemplar las tendencias y gamas cromáticas del color desde la perspectiva del diseño para poder dar cobertura a la mayor cantidad de individuos posible.

### Búsqueda de identidad
La moda y las marcas no solo acogen el deseo de imitar a otras personas o a una comunidad determinada, sino de expresar la individualidad; esto es, aunque la indumentaria indica nuestra afiliación a comunidades concretas y expresa valores, ideas y estilos de vida compartidos, no queremos ser «clones» vestidos de forma idéntica a los miembros de esa comunidad. La ropa que elegimos llevar representa un compromiso entre las exigencias del mundo social, el medio al que pertenecemos y nuestros deseos individuales.
Una moda que tenga éxito capta el «estado de ánimo» o el «gusto» que está surgiendo. La moda, como discurso y como práctica, encarna al cuerpo, haciéndolo social e identificable y explica cómo esta construcción del cuerpo a través de la ropa es de considerable importancia para el desarrollo de la sociedad moderna.
A lo largo de la historia, las distintas culturas, ciudades y grupos sociales han utilizado indumentaria perteneciente a la moda como soporte para hacer manifestación pública de su universo particular simbólico, es decir, sus ideologías, credos, cultura emocional, tradiciones, etc.; al igual que como un elemento comunicativo para informar sobre el grupo que la crea. «También los individuos, tomados en términos de identidad personal, perciben que “el vestido habla” y cumple una función socializadora en cuanto a que lo que nos ponemos contribuye al proceso de creación de nuestra imagen, entendida en términos, no de lo que realmente somos, sino de cómo nos perciben los demás.»
Así, la moda se ha convertido en la expresión cultural de gustos, estilos de vida o la identidad personal, en otras palabras, en una meta cultura capaz de expandirse con la ayuda de los medios de comunicación social, que mediante la publicidad y marketing, segmentan el mercado y se dirigen a las masas de forma personalizada; explotando el rol de adquisición y construcción de la personalidad expresada mediante objetos de consumo que se convierten en una extensión de lo que somos, debido al significado que se les otorga en los medios, ya sea heredado, tradicional o emergente. «La moda serviría de eficaz contrapeso para estimular la entidad personal y con ello nuestra condición de personas» Glover, 2017.

### Nuevos desafíos de la moda
Hoy en día, la industria de la moda está siendo puesta en duda por su proceso productivo y su consumo.
- Algunas marcas de moda han sido denunciadas por no ofrecer condiciones de trabajo dignas a sus trabajadores.
- Muchos procesos productivos no son amigables con el medio ambiente y solo toman en consideración satisfacer la cambiante demanda de los consumidores. En esta materia hay una gran tarea por realizar; se debe considerar que las nuevas generaciones son cada vez más fluctuantes con sus gustos. Las redes sociales proporcionan mucha información desde todos los rincones del mundo, lo que produce también que nuevas tendencias se difundan, se masifiquen y queden obsoletas de forma más rápida.
- Actualmente algunas marcas y amantes de la moda han resaltado el valor de la ropa usada y han preferido modificar sus propias prendas o las de otros conforme con los estilos que se llevan, contribuyendo al reciclaje de las prendas.
- A lo largo de la historia de la moda se ha ido difundiendo una imagen distorsionada de la belleza, del cuerpo y de la mujer. De a poco han ido surgiendo grandes marcas de moda que a través de sus campañas han mostrado que no hay una forma de cuerpo o talla perfecta, ni tampoco una raza, color de piel, o un peso perfecto.
- La apropiación cultural es un problema emergente, debido a que grandes marcas toman como suyos técnicas, patrones o indumentarias completas sin tomar en cuenta la importancia y el contexto cultural de las mismas, sustrayendo la indumentaria e incorporándola al mercado sin una retribución moral y económica adecuada.